# Fanny Lecluyse
Fanny Lecluyse (Courtrai, 11 marzo 1992) è un'ex nuotatrice belga.

## Palmarès
| Anno | Manifestazione       | Sede           | Evento    | Risultato | Prestazione | Note             |
| ---- | -------------------- | -------------- | --------- | --------- | ----------- | ---------------- |
| 2009 | Mondiali             | Roma           | 200m rana | 41ª (q)   | 2'32"93     |                  |
| 2010 | Europei vasca corta  | Eindhoven      | 200m rana | 5ª        | 2'25"60     |                  |
| 2011 | Europei vasca corta  | Stettino       | 200m rana | Bronzo    | 2'21"14     | Record nazionale |
| 2011 | Mondiali             | Shanghai       | 200m rana | 14ª (sf)  | 2'25"92     | Record nazionale |
| 2012 | Giochi olimpici      | Londra         | 200m rana | 19ª (q)   | 2'27"30     |                  |
| 2012 | Europei vasca corta  | Chartres       | 200m rana | 4ª        | 2'22"18     |                  |
| 2014 | Mondiali vasca corta | Doha           | 200m rana | 11ª       | 2'20"13     | Record nazionale |
| 2015 | Europei vasca corta  | Netanya        | 50m rana  | Argento   | 29"84       |                  |
| 2015 | Europei vasca corta  | Netanya        | 100m rana | 4ª        | 1'05"49     |                  |
| 2015 | Europei vasca corta  | Netanya        | 200m rana | Oro       | 2'18"49     | Record nazionale |
| 2015 | Mondiali             | Kazan'         | 50m rana  | 10ª (sf)  | 31"04       |                  |
| 2015 | Mondiali             | Kazan'         | 100m rana | 15ª (sf)  | 1'07"75     |                  |
| 2015 | Mondiali             | Kazan'         | 200m rana | 10ª (sf)  | 2'23"83     |                  |
| 2016 | Giochi olimpici      | Rio de Janeiro | 100m rana | 27ª (q)   | 1'8"80      |                  |
| 2016 | Giochi olimpici      | Rio de Janeiro | 200m rana | 17ª (q)   | 2'27"16     |                  |
| 2016 | Mondiali vasca corta | Windsor        | 200m rana | 6ª        | 2'19"96     |                  |
| 2017 | Europei vasca corta  | Copenaghen     | 200m rana | Bronzo    | 2'19"68     |                  |
| 2018 | Mondiali vasca corta | Hangzhou       | 200m rana | Bronzo    | 2'18"85     |                  |

## International Swimming League
| Stagione 2019 |
| ------------- |
| Iron          |